# Вологорезистор

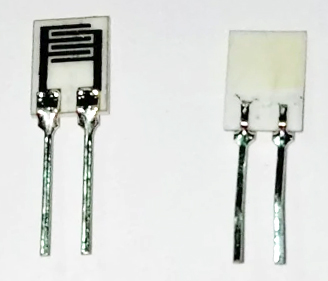
Вологорезистор

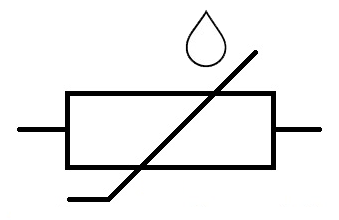
Зображення вологорезистора на принципових електричних схемах (міжнародний стандарт)

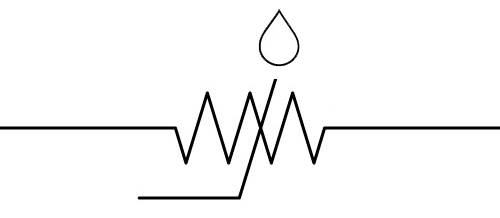
Зображення вологорезистора на принципових електричних схемах (американський стандарт)

Вологорезистор (англ. humistor) - це тип змінного резистора, опір якого змінюється залежно від вологості . 

## Загальний опис
Вологорезистор має керамічну композицію, що містить щонайменше один компонент, що має кубічну симетрію типу шпінелі, обрану із групи, що складається з MgCr2O4, FeCr2O4, NiCr2O4, CoCr2O4, MnCr2O4, CuCr2O4, Mg2TiO4, Zn2TiO4, Mg2SnO4 і Zn2SnO4, і, за бажанням, принаймні один компонент, обраний із групи, що складається з TiO2, ZrO2, HfO2 і SnO2 . Датчик вологості має чутливу частину, яка, як правило, містить вологостійкий резистор, що складається з органічного полімеру, такого як поліамідна смола, полівінілхлорид або поліетилен, або оксид металу .

## Принцип дії
Резистивні датчики вологості використовують іони солей для вимірювання електричного опору. Із зміною вологості повітря змінюється опір електродів по обидва боки сольового середовища. Резистивний датчик вологості міряє відносну вологість, вимірюючи зміну опору відносно зміни вологості навколишнього середовища. Більшість резистивних датчиків вологості є електролітичними, полімерними або датчиками з оксиду металів.
Ємнісний датчик вологості виявляє вологість на основі зміни ємності між двома детектуючими електродами, змонтованими на напівпровідниковій підкладці. Ємнісний датчик вологості визначає вологість, вимірюючи зміну електростатичної ємності елемента, що відповідає вологості навколишнього середовища. 

## Основні параметри
- Електричний опір при відносній вологості (RH(Relative humidity)) 50%RH. В сучасних вологорезисторах від 55кОм до 67.3кОм;
- Діапазон вимірюваної відносної вологості 20 ~ 90% RH;
- Допуск - відхилення електричного опору від номінального. У більшості сучасних вологорезисторів ±5% RH;
- Час відгуку 60-120сек;
- Робоча напруга. Переважно 1В;
- Діапазон робочих температур  -20Со  до +50Со[3][4]

## Застосування
Датчики вологості можна використовувати не тільки для вимірювання вологості в атмосфері, але і для автоматичного управління зволожувачами, осушувачами та кондиціонерами для корекції вологості у приміщеннях.
Їх також використовують у таких галузях і напрямках:
- Схеми контролю високої напруги;
- Ручні інструменти;
- Медичні прилади;
- Бездротові передавачі;
- Схеми моніторингу;
- Реєстратори даних;
- Автоматизація у сфері споживчих товарів;
- Автомобільний клімат-контроль;
- Сільське господарство та садівництво;
- Екологічні камери;
- Вимірювання ентальпії.[3]

## Переваги
- Низька вартість;
- Низька потужність;
- Зворотна експоненціальна крива вологості;
- Швидкий час відгуку;
- Виняткова лінійність;
- Низький гістерезис;
- Відмінна взаємозамінність;
- Широкий діапазон роботи;
- Малий розмір.[3]